# Banu Hud

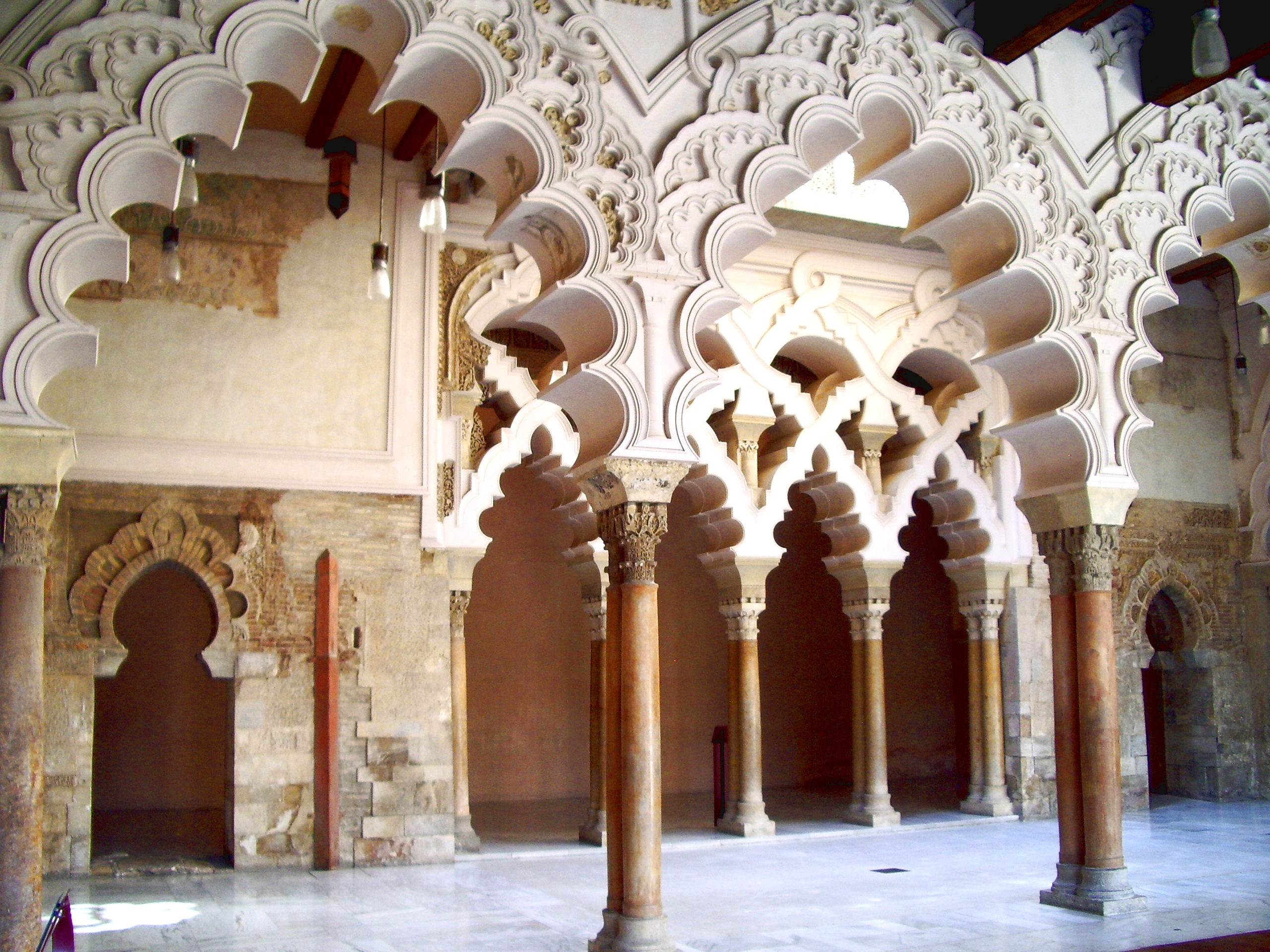
La Aljafería, edificada por Al-Muqtadir.

Los hudíes o Banu Hud (en árabe: بنو هود‎) fueron una dinastía andalusí que reinó en el reino taifa de Zaragoza (1039-1110), Lérida y otros lugares de 1039 a 1131. La presencia de esta familia como reyes y señores en tierras del reino de Murcia se extendió entre los años 1228 y 1318.
Los Banu Hud procedían del linaje árabe de Yudam, originario del Yemen. Entraron en Al-Ándalus en tiempos de la invasión musulmana con los Yund de Palestina y Jordania principalmente, y, según Ibn Hazm, su solar estuvo en Sidonia, Algeciras, Tudmir (Murcia) y Sevilla.
En relación con las demás dinastías (entre la dinastía Hammudí, los abadíes y los ziríes), los abadíes fueron el grupo más fuerte y más duradero.

## Zaragoza
El fundador de la dinastía de monarcas de la taifa de Zaragoza fue Sulaimán ibn Hud al-Musta'in (1039–1046), gobernador de Lérida. Lérida era en la época independiente de facto, estatus que consiguió definitivamente en 1037. Tras la independencia de Zaragoza del Califato de Córdoba en 1017 bajo los tuyibíes, Sulaimán ibn Muhámmad aprovechó para apoderarse de la capital del reino taifa del valle medio del Ebro y proclamarse emir en octubre de 1039.
Sulaimá ibn Muhámmad dejó a sus descendientes en:
- Zaragoza, Abu Yaáfar Áhmed ben Sulaymán al-Muqtádir bi-L-lah, que conquistó Tortosa y Denia.
- Lérida, Yúsuf al-Muzáffar (1046-1079)
- Tudela, Muhámmad al-Múndir ben Sulaymán
- Calatayud, Sulaimán ben Sulaimán

Las ramas de Lérida, Tudela y Calatayud fueron conquistadas por la de Zaragoza, por Áhmed I al Muqtádir, que murió en 1081.
Los hijos de al-Muqtádir fundaron dos ramas:
- Lérida, Tortosa y Denia: Al Mundir Imad al-Dawla (1081-1090) y su hijo Sulaimán Sayyid al-Dawla (1090-1102).
- Zaragoza, Abu Ámir Yúsuf ben Áhmed al-Mutaman (1081-1085), su hijo Abu Yaáfar Áhmed II ibn Yúsuf al-Mustaín (1085-1110) y su hijo Abu Marwán Abd al-Malik ibn Ahmed Imad al-Dawla (1110-1130), que gobernaron inicialmente en Zaragoza y más tarde en Rueda de Jalón. Su hijo Abu Yaáfar Áhmed ibn Abd al-Málik ibn Hud al-Mustánsir Saif al-Dawla, llamado «Zafadola», gobernó unos años en Rueda de Jalón y cedió el territorio a Castilla hacia el 1139. En 1145 gobernaba Córdoba, Granada, Jaén y Murcia y en 1146 Valencia, cuando murió en combate.

Los reyes Al-Muqtádir (1046–1081), Al-Mutamin (1081-1085) y Al-Musta'in II (1085–1110), fueron grandes mecenas de la cultura y el arte. La residencia erigida por Al-Muqtádir, la Aljafería, es prácticamente el único palacio de la época de los reinos taifas que se ha conservado casi en su totalidad.
Bajo la hegemonía de los reyes hudíes, Zaragoza fue en la segunda mitad del siglo XI la taifa más importante de Al-Ándalus junto con la Taifa de Sevilla. Sus dominios se extendían desde 1076 hasta Tortosa por el norte y Denia por el sur, siendo la Valencia de Abu Bakr vasalla de los Banu Hud. Desde 1086 capitanearon la resistencia de los reinos taifas frente a los almorávides, que no pudieron conquistar la ciudad hasta 1110. La conquista representó el fin de la dinastía en la ciudad. Sólo ocho años más tarde expulsó el reino de Aragón a los almorávides de Zaragoza, ganando el control del valle del Ebro medio.

## Murcia

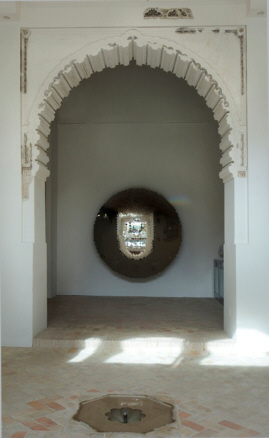
Portada del salón norte del Alcázar Seguir. Museo de Santa Clara.

En 1228, Abu Abdalah Muhámmad ibn Yúsuf ibn Hud al-Mutawákkil (fines del siglo XII – 1238), quien reclamaba ser descendiente de Abu Yaáfar Áhmed ibn Abd al-Málik ibn Hud al-Mustánsir Saif ad-Dawla, llamado «Zafadola», emprendió desde su feudo en Ricote, valle del Segura (Murcia), la rebelión contra los almohades, proclamándose Emir de los musulmanes y declarándose por los Abbasíes de Bagdad. En primer lugar toma Murcia y, después, se hace con el control de Denia, Almería, Granada, Málaga, Córdoba y Sevilla, llegando según Ladero Quesada “a dominar toda la España musulmana excepto Valencia y Niebla”. 
Ibn Hud gobernó así un extenso estado unido ante enemigos comunes como castellanos, aragoneses y almohades, pero solo sometido por la fuerza, por lo que tras varias derrotas como la pérdida de Córdoba (1236), se producen revueltas en Málaga y Granada que buscan el apoyo meriní. 
Tras su asesinato en Almería en 1238, su estado le sobrevivirá reducido al Sureste, hasta que su tío Muhámmad ibn Hud Baha ad-Dawla (1241-1259 o 1260) se declare vasallo de Castilla en 1243. La fuerte presión castellana provoca la rebelión murciana en 1264, siendo el último rey hudí Abu Bakr Muhámmad ibn Muhámmad al-Wáthiq, rey por segunda vez, (1264-1266), el que pierda el reino en 1266.
No obstante la pérdida del reino los hudíes murcianos recibieron en el mismo año 1266 del rey Alfonso X el título nobiliario (o soberanía nominal) de Reyes Moros de la Arrixaca de Murcia siendo el primero en ostentar dicho honor Muhámmad Abu Abdalah ibn Hud y el último Abu Ishaq Ibrahim ibn Hud, quien fallece sin descendencia a finales del siglo XIII.
Igualmente en este año 1266 Alfonso X reconoce el Señorío musulmán de Crevillente al hijo mayor de Baha ad-Dawla, Áhmad Abu Yaáfar ibn Muhámmad ibn Hud, quien ya venía ostentando su gobierno desde el inicio del protectorado castellano, no sumándose a la revuelta mudéjar.
En la familia real de los hudíes de Murcia destaca igualmente la figura del poeta y místico Badr ad-Din Abu Ali ibn Hud al-Mursi (Murcia, 1236 – Damasco, 1300), sobrino de Ibn Hud e hijo de Ali ibn Yúsuf ibn Hud Adid ad-Dawla que hizo funciones de regente de Abu Bakr Muhámmad ibn Muhámmad al-Wáthiq en 1238.
Al rey murciano Ibn Hud al-Mutawákkil debemos la construcción entre 1228 y 1238 del conocido como Alcázar Seguir, concebido como un palacio de recreo situado en la zona residencial del arrabal de la Arrixaca.

## Lista de cadíes y reyes de taifa

### Reyes hudíes de Zaragoza
- Sulaimán ibn Muhámmad ibn Hud al-Musta'ín, 1039-1046
- Abu Yaáfar Áhmed ibn Sulaymán al-Muqtádir bi-L-lah, 1046-1081
- Yúsuf ibn Áhmed al-Mutamin, 1081-1085
- Áhmed II ibn Yúsuf al-Musta'ín, 1085-1110
- Abd al-Málik Imad ad-Dawla, 24 de enero-31 de mayo de 1110

### Cadíes de Lérida
- Sulaimán ibn Muhámmad ibn Hud al-Musta'ín, 1037-1046
- Yúsuf ben Sulaimán al-Muzáfar, 1046-1079

### Reyes hudíes de Murcia[4]
- Abu Abdellah Muhámmad ibn Yúsuf ibn Hud al-Yudhami (al-Mutawákkil), 1228-1238
- Abu Bakr Muhámmad ibn Muhámmad (al-Wáthiq), 1238 (7 meses/1.ª vez), con su tío Ali ibn Yúsuf ibn Hud (Adid ad-Dawla) como regente
- Muhámmad ibn Muhámmad ibn Hud (Baha ad-Dawla) (Abenhudiel según las crónicas cristianas), 1241-1259 o 1260
- Abu Yaáfar ibn Muhámmad ibn Muhámmad ibn Hud, 1259 o 1260-1264
- Muhámmad ibn Abi Yaáfar ibn Hud, 1264
- Abu Bakr Muhámmad ibn Muhámmad (al-Wáthiq), 1264-1266 (2ª vez)

### Reyes moros de la Arrixaca
- Muhámmad Abu Abdalah ibn Hud, 1266-1280
- Ali Abu ul-Hasan ibn Hud, 1280-1290
- Abu Yaáfar ibn Hud, 1290-1295
- Abu Ishaq Ibrahim ibn Hud (Abrahim Aboxac según los documentos cristianos), 1295-¿1296? (antes de 1307)

### Señorío de Crevillente
- Áhmad Abu Yaáfar ibn Muhámmad ibn Hud (Aliafar de las crónicas cristianas), 1243-1296
- Muhámmad ibn Áhmad ibn Hud, 1296-1316
- Ibrahim ibn Muhámmad ibn Hud, 1316-1318